# Desaparición de Brian Shaffer
Brian Randall Shaffer (Pickerington, Ohio; 25 de febrero de 1979) era un estudiante de medicina de la Universidad Estatal de Ohio. En la noche del 31 de marzo de 2006, Shaffer salió con sus amigos por la zona de copas de Columbus para celebrar el comienzo de las vacaciones de primavera; más tarde se separó del grupo y el resto de amigos supusieron que había decidido regresar a casa. Sin embargo, una cámara de seguridad cerca de la entrada de un bar lo grabó brevemente hablando con dos mujeres justo antes de las 2 de la madrugada, el 1 de abril, y luego aparentemente volvió a entrar al bar. Desde entonces no ha vuelto a ser visto.
La desaparición de Shaffer ha sido particularmente desconcertante para los investigadores, ya que no había otra entrada de acceso público al bar en ese momento. La policía de Columbus desarrolló varias teorías sobre lo que sucedió. Una persona de interés y sospechoso fue uno de los amigos de Shaffer, que lo acompañó aquella noche y que más tarde se negó a declarar y a tomar parte de la investigación, no queriendo declarar ante un detector de mentiras. Si bien se sospechó de un juego sucio, incluida la posible participación del presunto asesino en serie conocido como Cara Sonriente, también se especuló que podría estar vivo y viviendo en otro lugar.

## Trasfondo
Shaffer nació y creció en Pickerington, un suburbio a las afueras de Columbus, capital del estado de Ohio, en el que también se encuentra la Universidad Estatal de Ohio, donde Brian estudiaba. Era el mayor de los dos hijos de Randy y Renee Shaffer. Se graduó de la escuela secundaria local en 1997 y fue a la OSU por su trabajo de pregrado. Seis años después se graduó con un título en Microbiología.
Después de eso, comenzó sus estudios en la Facultad de Medicina de la Universidad Estatal de Ohio en 2004. Durante su segundo año allí, en marzo de 2006, su madre Renee murió de mielodisplasia. Sus amigos comentaban que aunque parecía estar manejándolo bien, su muerte fue difícil para él.
Renee no era la única mujer importante en la vida de Brian. Se había involucrado sentimentalmente con una compañera de medicina de segundo año, Alexis Waggoner. Ella, junto con sus familias y amigos, creía que Brian probablemente le propondría matrimonio más tarde ese año, probablemente en un viaje a Miami que la pareja había planeado para las vacaciones de primavera a principios de abril. Era un destino atractivo para Brian, quien solía comentar que le gustaban los estilos de vida relajados. Aunque mantenía su vocación por terminar la carrera médica, su verdadera ambición, declaraban sus amigos, era comenzar una banda de música al estilo de Jimmy Buffett.

## Desaparición

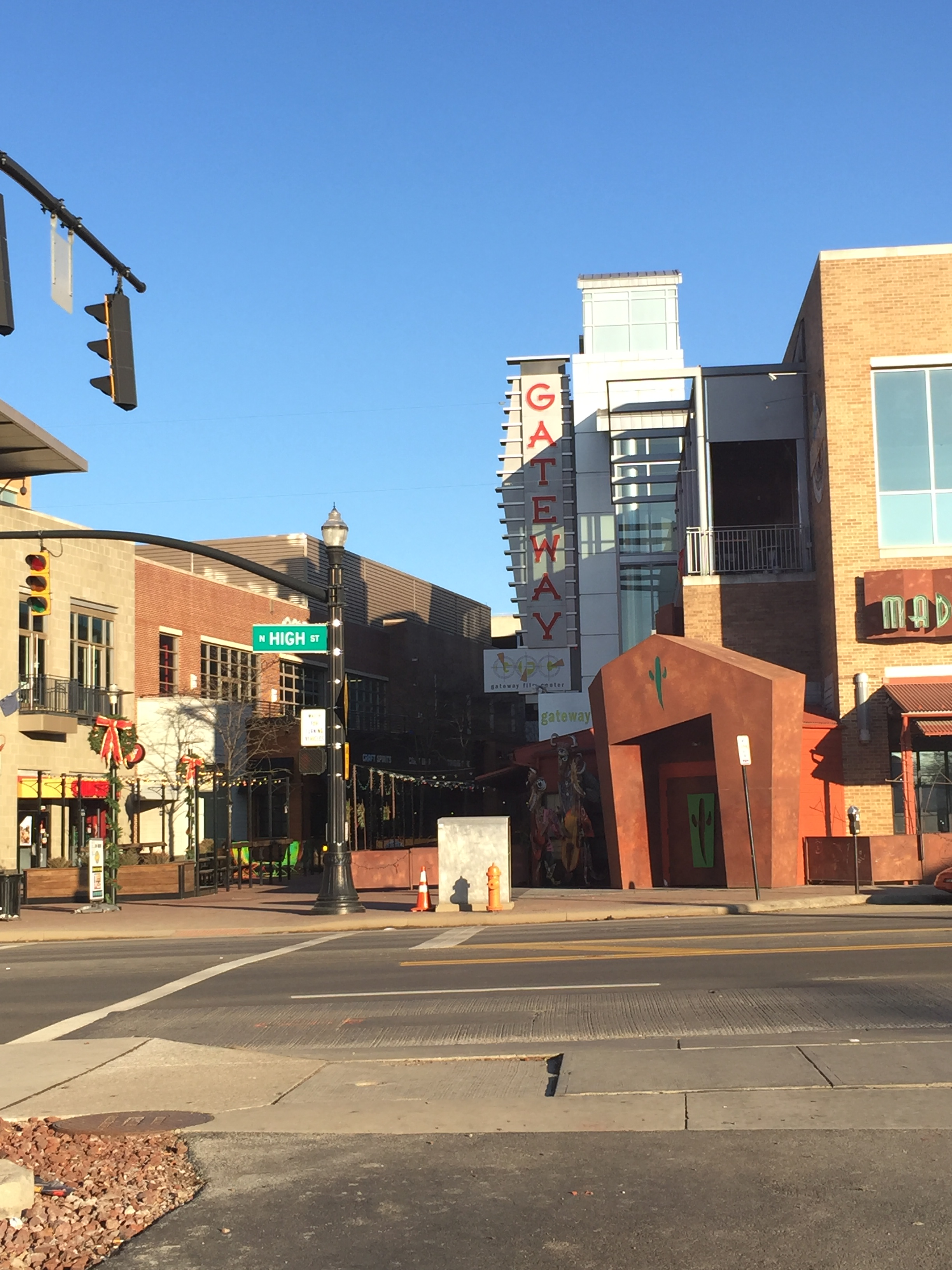
Zona del South Campus Gateway. El Ugly Tuna está en el primer piso del edificio a la derecha de la fotografía.

El viernes 31 de marzo de 2006, Brian terminaba sus clases del semestre en la Universidad, dando paso a su período de vacaciones de primavera. Brian celebró la ocasión junto a su padre, Randy Shaffer, saliendo juntos a cenar esa noche.Su padre notó que su hijo parecía cansado de haber pasado toda la noche a principios de la semana preparando algunos exámenes importantes. No creía que Brian debiera salir con un amigo, William "Clint" Florence, más tarde esa noche como planeaba hacerlo, pero no expresó sus reservas a su hijo.
A las 9 de la noche, Brian quedó con Florence en el Ugly Tuna, un bar de copas en el complejo South Campus Gateway en High Street. Una hora después, Brian llamó a su novia, que había regresado a su casa en Toledo (Ohio) para visitar a su familia antes de que ella y Brian se fueran a pasar las vacaciones en Miami. Él y Florence fueron a distintos bares, visitando varios establecimientos para dirigirse, finalmente, al Arena Distrit, un vecindario de la ciudad, donde había más bares.
Después de la medianoche, los dos se encontraron con Meredith Reed, una amiga de Florence, en The Short North. Fue ella quien les llevó al punto de partida, al Ugly Tuna, y se unió a ellos en la salida nocturna. Mientras los tres estaban allí, Brian se separó de sus compañeros. Florence y Reed habían estado tratando de encontrarlo, llamándolo repetidamente. La pareja de amigos decidió finalmente marcharse, junto con el resto de clientes, a las 2 de la madrugada, en el momento del cierre del bar, si bien esperaron en la salida a Brian. Cuando vieron que no estaba entre la multitud que partía, asumieron que había regresado a su casa sin avisarles.
Tanto su novia como su padre trataron de llamar a Brian más tarde ese fin de semana, pero no respondía las llamadas. El lunes por la mañana perdió el vuelo a Miami que él y Waggoner habían programado mucho antes. Luego fue reportado como desaparecido a la policía de Columbus.

## Investigación
La policía comenzó a buscar a Brian en el Ugly Tuna, el bar donde lo habían visto por última vez. Dado que el área en torno al South Campus Gateway estaba algo arruinada, con una alta tasa de criminalidad, el bar había instalado cámaras de seguridad. Revisaron las grabaciones, en las que se podía ver a Brian, Florence y Reed subir por una escalera mecánica a la entrada principal del bar a la 1:15 de la madrugada. Brian fue visto afuera del bar alrededor de la 1:55, cuarenta minutos después de entrar, hablando brevemente con dos mujeres jóvenes y despidiéndose. Desapareció del visor de la cámara y se dirigió a la escalera de subida al bar para, aparentemente, volver a entrar. Pero la cámara no le grabó saliendo poco después cuando el bar echó el cierre.
Los investigadores se dieron cuenta de que era posible que pudiera haberse cambiado de ropa en el bar o ponerse una gorra y, con la cabeza agachada, burlar la cámara y ocultar su rostro. Los investigadores pensaron que podía haber salido por otra puerta del establecimiento. Sin embargo, esa puerta era de uso exclusivo del servicio, no utilizada por el público, salvo caso de emergencias. La zona a la que daba la salida daba entonces a un lugar en construcción por el que los oficiales pensaban que era difícil caminar en un estado normal, no decir en un estado de embriaguez tras salir de una noche de copas.
Dado que Columbus tiene la mayoría de las cámaras de seguridad de cualquier ciudad de Ohio, más que Cleveland, Cincinnati y Toledo juntas, los oficiales comprobaron las imágenes de otros bares para ver si estas cámaras podían explicar cómo Brian había dejado el bar de copas. Sin embargo, las imágenes de las cámaras en otros tres bares cercanos no mostraron rastros de Brian.
La búsqueda comenzó a extenderse desde el Ugly Tuna, con oficiales, a veces acompañados por perros policía, que miraban de cerca la calle, inspeccionaban los contenedores de basura y preguntaban a los residentes si lo habían visto. Cartulinas y páginas con la imagen de Brian fueron expuestas por la ciudad, aduciendo como señal de identidad un tatuaje en la parte superior del brazo derecho del icono del sencillo Alive, de la banda Pearl Jam, de la que era seguidor. La policía incluso persuadió a la ciudad para que los dejara entrar al sistema de alcantarillado y buscar allí. No se descubrió información útil. En el apartamento de Brian, en King Avenue, su vehículo todavía estaba estacionado afuera. Y en el interior del piso, nada parecía estar mal.
Después de buscar a kilómetros de distancia del bar en todas las direcciones, la policía comenzó a considerar otras posibilidades además de un accidente o un juego sucio. Como su madre había muerto recientemente, se especuló que se había ido temporalmente a llorar en soledad. Sin embargo, su desaparición resultó permanente. No aparecieron razones evidentes para que desapareciera voluntariamente.
A los que habían visto a Brian esa noche, incluido su padre, se les pidió que realizaran pruebas de detección de mentiras. Reed y Randy Shaffer pasaron los suyos, al igual que todos los demás, mientras que Florence se negó. Las dos mujeres con las que Brian había sido visto hablando por última vez fueron identificadas más tarde. En 2009 declararon que a ellas no se les pidió someterse al polígrafo.
Waggoner llamaba al teléfono de Brian todas las tardes antes de acostarse mucho tiempo después de la desaparición. Por lo general, dejaba los mensajes en el buzón de voz, pero una noche de septiembre sonó tres veces. "Seguía llamándolo para escucharlo simplemente porque era uno de los mejores sonidos que había escuchado, incluso si nadie contestaba", escribió en su página de MySpace. Cingular, el proveedor de servicios inalámbricos de Brian, dijo que lo que escuchó Waggoner pudo deberse a un fallo de la computadora. Se detectó un ping desde el teléfono en una torre celular en Hilliard, a 23 km al noroeste de Columbus.
La policía recibió muchos consejos, ninguno de los cuales resultó en avances importantes en el caso. En un concierto de Pearl Jam más tarde ese año en Cincinnati, el cantante Eddie Vedder se tomó un tiempo entre las canciones para pedir consejos sobre la desaparición de Brian, pero ninguno de esos tampoco fue útil. Se investigaron posibles avistamientos en Michigan, Texas e incluso Suecia.
Randy Shaffer continuó la búsqueda de su hijo por su cuenta. Un psíquico que consultó le dijo que el cuerpo de Brian estaba en el agua cerca del muelle de un puente. Él y Derek, el hermano de Brian, junto con otros ciudadanos que se habían interesado en el caso, compraron aves zancudas y pasaron gran parte de su tiempo libre a lo largo de las orillas del río Olentangy, que fluye a través de Columbus adyacente al campus de la universidad, buscando en vano para el cuerpo cerca de los puentes. Esa posibilidad también llevó a la policía a considerar brevemente la muy discutida teoría del asesinato por el asesino en serie conocido como Cara Sonriente. Brian Shaffer, según esta teoría, sería la única víctima del asesino cuyo cuerpo aún no se habría encontrado. La policía de Columbus finalmente rechazó cualquier conexión con el presunto asesino en el caso de Brian, siguiendo el ejemplo de la mayoría de las agencias de aplicación de la ley, incluido el FBI, que lo investigaron.
En septiembre de 2008, durante una fuerte tormenta de viento en el centro de Ohio, Randy Shaffer, que se encontraba en el patio de su casa en Baltimore, falleció a causa de una rama que se desprendió por la fuerza del viento y lo golpeó fatalmente. Los vecinos encontraron su cuerpo a la mañana siguiente y llamaron a la policía.
Después de que su obituario se publicara en línea, se publicó un apartado de condolencias. Una de las firmas en él decía "A papá, con amor, Brian", procedente de las Islas Vírgenes de los Estados Unidos. Esto sugirió que Brian podría haber dejado Columbus para una nueva vida en otro lugar. Sin embargo, tras una investigación adicional, se encontró que la nota había sido publicada desde una computadora accesible al público en el condado de Franklin y que sólo se trataba de una broma.

## Desarrollos posteriores
Poco después de la muerte de Randy Shaffer, Neil Rosenberg, abogado de Florence, el amigo de Brian, escribió a Don Corbett, un investigador privado que ofreció su tiempo como voluntario para ayudar a la familia Shaffer a encontrar a Brian, en relación con la negativa de su cliente a realizar una prueba de detección de mentiras. Rosenberg insinuó que se había enterado de que la policía de Columbus que investigaba el caso creía que Brian estaba vivo.
En abril de 2009, The Lantern el periódico estudiantil del estado de Ohio, reveló dicho encuentro entre el abogado y el investigador. "Si Brian está vivo, que es lo que me hace creer después de hablar con el detective involucrado, entonces es Brian, y no Clint [Florence], quien está causando dolor y dificultades a su familia", escribió Rosenberg. "Brian debería presentarse y terminar con esto". Florence, dijo, no tenía nada que ocultar; simplemente había dicho todo lo que sabía desde el principio y no vio el valor de hacerlo nuevamente.
A pesar de las afirmaciones de Rosenberg, muchos de los que estaban cerca de Brian criticaron a Florence por no ser lo suficientemente comunicativo. "Tan pronto como el detective comenzó a involucrarse, fue cuando prácticamente no tuvo contacto con nadie", recordó Derek Shaffer, hermano de Brian. "Siempre pensé que él sabía algo, pero no lo dirá". Su hermano también creía que Brian vivía, y que Florence conocía su paradero. "Si Brian se fue a otro lugar, si ese es el caso, siempre tuvimos la fuerte sensación de que Clint posiblemente lo sabría", dijo. La novia de Shaffer en ese momento, Alexis Waggoner, también piensa que Florence retenía información. Sin embargo, ella supuso que era probable que su pareja hubiera fallecido, no huido.
En 2014, la policía de Columbus dijo que todavía recibían al menos dos contactos mensuales en su dirección de Crime Stoppers, aunque ninguno había resultado útil. La evidencia en el caso llenó cuatro cajas de archivos. Uno de los investigadores originales, Andre Edwards, le expresó al medio Columbus Monthly que tras una extensa revisión de las imágenes de la cámara en el Ugly Tuna la noche de la desaparición, podía dar "el 100% de certeza" que Brian no se marchó por las escaleras mecánicas. La policía argumentó tener tres teorías para el caso, pero se negaron a discutirlas incluso en general con la revista.